# Johann Friedrich LeBret
Pour les articles homonymes, voir Le Bret.
Johann Friedrich LeBret (né le 19 novembre 1732 à Untertürkheim, mort le 6 avril 1807 à Tübingen) est un théologien, historien, professeur à la Haute école Charles (de) et chancelier de l'université de Tübingen, abbé de Lorch (de) et prévôt de la collégiale Saint-Georges de Tübingen (de).

## Biographie
Johann Friedrich LeBret est le fils du maître de chai et bailli ducal Nikolaus David Lebret. Il va à l'école à Cannstatt, où sa mère veuve épouse un nommé Stierlin.
LeBret étudie la théologie à Tübingen grâce à une bourse du séminaire évangélique.
De 1757 à 1761, il était tuteur et prédicateur pour les familles marchandes évangéliques luthériennes de Venise. En 1761-1762, il entreprend un long voyage d'étude à travers l'Italie. Après son retour dans le Wurtemberg, il est précepteur à Tübingen et vicaire à Stuttgart. En 1763, il devient professeur au gymnasium de Stuttgart. La même année, il épouse Karoline Augusta Bühler et a onze enfants avec elle. Sa fille Elise sera de Friedrich Hölderlin à Tübingen.
En 1767, il est nommé bibliothécaire du gouvernement et du consistorial, en 1773 professeur à la Hohe Karlsschule de Stuttgart, en 1779 professeur de sciences politiques à l'académie militaire de la Hohe Karlsschule, bibliothécaire principal du duché de Wurtemberg et conseiller consistorial, en 1782 chancelier de la Hohe Karlsschule. Il accompagne le duc Charles II de Wurtemberg lors de voyages en Italie (1775) et à travers la France, l'Angleterre et les Pays-Bas (1779).
En 1786, il s'installe à Tübingen comme professeur de théologie, prélat et prévôt de l'église Saint-Georges et devient chancelier de l'université de Tübingen. En tant que tel, il était l'avant-dernier abbé titulaire de l'abbaye de Lorch.

## Œuvre
En tant qu'historien, LeBret se consacre principalement à l'histoire italienne. Ses principaux ouvrages sont une histoire de la république de Venise et une de l'Italie publiée en 1769. Cependant, l'histoire de la république de Venise écrite en latin n'est guère reçue en Italie.
Il élargit son histoire de l'Italie pour la nouvelle édition de l'histoire générale du monde publiée par Franz Dominikus Häberlin (de), rééditée par Johann Justinus Gebauer (de) et son fils Johann Jakob Gebauer (de). Ces sept volumes extensifs traitent de l'histoire de l'Italie du début du Moyen Âge (conquête de l'Italie par les Ostrogoths) aux années 1780 et paraissent de 1787 à 1790.
L'ouvrage Acta ecclesiae Graecae annorum MDCCLXII et LXIII; sive de schismate recentissimo in ecclesia Graeca subnato, commentatio paru en 1764 lui vaut d'être inscrit à l’Index librorum prohibitorum en 1770.
Il traduit de nombreux ouvrages historiques et théologiques du latin, de l'italien et du portugais vers l'allemand, souvent avec des révisions et des ajouts.